# Campionato italiano di calcio da tavolo 1988 FICT
Il campionato italiano di Subbuteo agonistico (calcio da tavolo) del 1988  fu il secondo organizzato dal F.I.C.T. Le gare si disputarono a Bologna. La competizione fu suddivisa nella categoria "Seniores" e nella categoria "Juniores". Quest'ultima è riservata ad i giocatori "Under16".

## Risultati

### Categoria Seniores

#### Quarti di Finale
- Saverio Bari - Michelangelo  Mazzilli 7 - 6 (dopo tiri piazzati)
- Marco Santachiara - Francesco  Catenacci 1 - 0 d.t.s.
- Renzo Frignani - Pierluigi Bianco 4 - 1
- Andrea Di Vincenzo - Virgilio  Golini 3 - 1

#### Semifinali
- Renzo Frignani - Andrea Di Vincenzo 2-0
- Marco Santachiara - Saverio Bari 4-3 (dopo tiri piazzati)

#### Finale
- Renzo Frignani - Marco Santachiara  5-2

### Categoria Juniores

#### Semifinali
- Patruno - Semproni 3-2
- Peroni - Morandini 4-0

#### Finale
- Cristhian Peroni - Francesco Patruno 2-0